# Terminonaris

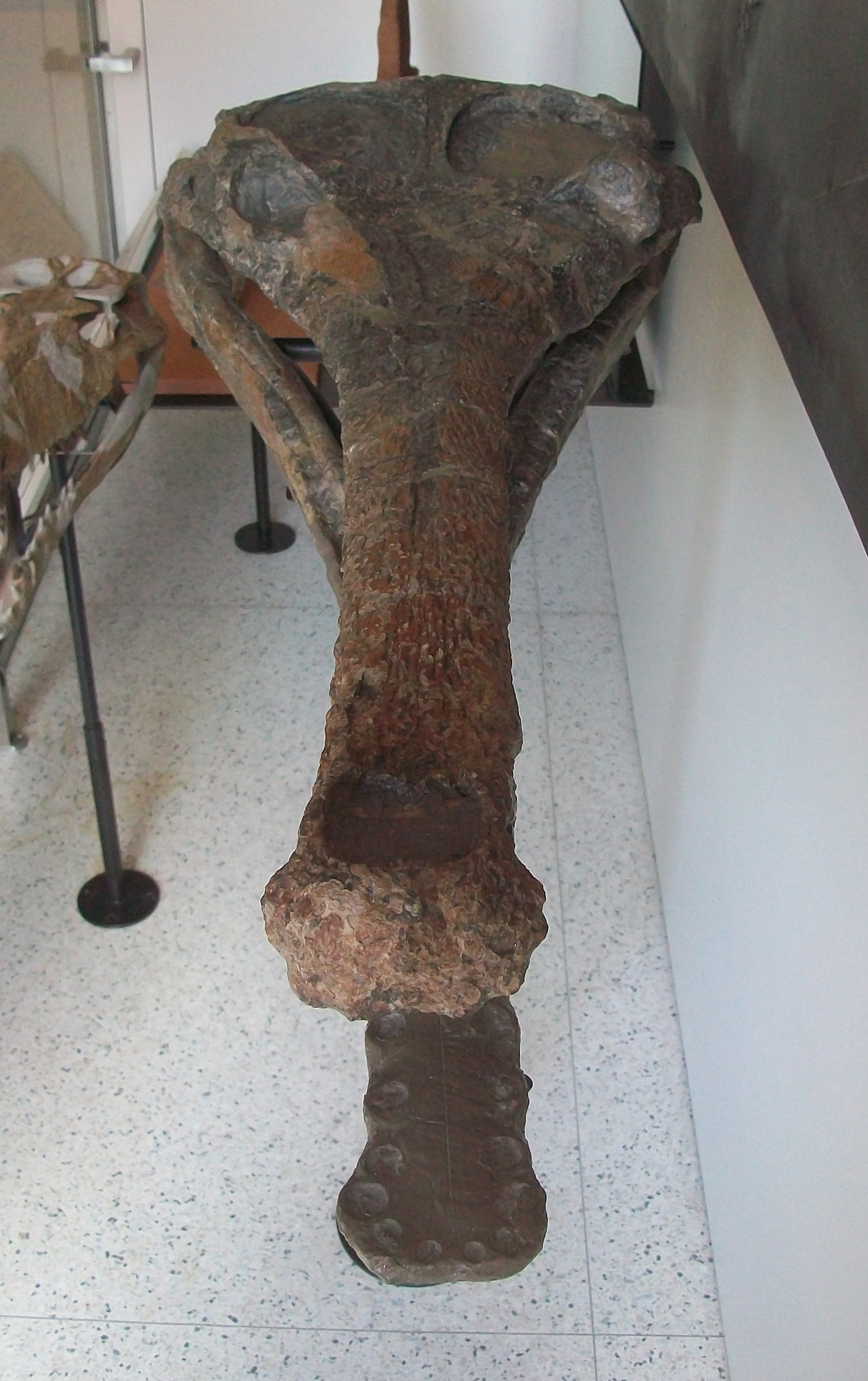
Vista frontal de un cráneo de Teleorhinus robustus (AMNH 5850)

Terminonaris es un género extinto de reptiles crocodilomorfos (más específicamente un mesoeucrocodilio de la familia de los folidosáuridos) que vivó en el Cretácico Superior (Cenomaniense a Turoniense). Sus restos se han hallado en Norteamérica. Originalmente conocido bajo el nombre genérico Teleorhinus, se creía que era un teleosáurido (perteneciente a una familia de talatosuquios marinos similares a los actuales gaviales).
Terminonaris era un enorme depredador, alcanzando una longitud de cerca de 7.6 metros.